# Mommehål
Mommehål är en liten by några kilometer utanför Västervik i Kalmar län som en gång i tiden hade både skola och lanthandel. Numera är byn mest känd för att Västerviks flygplats finns där.